# 平松守彦
平松守彦（日语：／ Hiramatsu Morihiko，1924年3月12日—2016年8月21日），日本大分县大分市人。平松守彦是一村一品運動的发起人，大分县“一村一品”国际交流推进协会理事长。平松守彦曾任日本大分县知事。畢業於東京大學法學部。
1979年，平松守彦当选大分县知事并连任6届。担任知事期间，他在大分县发起一村一品运动。一村一品运动在日本取得成功后，先后被推广到中国、韩国、泰国、马来西亚、印度尼西亚等30多个等国家和地区。

## 平松守彦与中国
平松守彦与中国关系密切，曾获得中国政府及民间颁发的多项荣誉。同时，他还是南京师范大学、华中农业大学和甘肃农业大学的名誉教授。
1983年3月，平松守彦应邀到上海访问并演讲。此后，他多次到中国推广一村一品运动。 1996年，甘肃农业大学聘请平松守彦为名誉教授。
2002年，平松守彦获得中国政府“友谊奖”。
2009年，平松守彦获得“改革开放三十年中国最有影响的海外专家”称号。同年，平松守彦获得中国人民对外友好协会和国家外国专家局共同主办的“十大国际友人”称号。
2010年4月，平松守彦获得“新中国60年最有影响的海外专家”称号。